# Ambato La Gran Ciudad Challenger 2021
L'Ambato La Gran Ciudad Challenger 2021 è stato un torneo maschile tennis professionistico. È stata la 1ª edizione del torneo, facente parte della categoria Challenger 80 nell'ambito dell'ATP Challenger Tour 2021, con un montepremi di 52 080 $. Si è svolto dal 20 al 26 settembre 2021 sui campi in terra rossa del Club Tungurahua di Ambato, in Ecuador.

## Partecipanti

### Teste di serie
| Nazionalità          | Giocatore              | Ranking* | Testa di serie |
| -------------------- | ---------------------- | -------- | -------------- |
| Perù                 | Juan Pablo Varillas    | 122      | 1              |
| Slovacchia           | Andrej Martin          | 123      | 2              |
| Bolivia              | Hugo Dellien           | 144      | 3              |
| Ecuador              | Emilio Gómez           | 156      | 4              |
| Argentina            | Renzo Olivo            | 207      | 5              |
| Argentina            | Juan Pablo Ficovich    | 247      | 6              |
| Argentina            | Thiago Agustín Tirante | 267      | 7              |
| Bosnia ed Erzegovina | Mirza Bašić            | 269      | 8              |

* Ranking al 13 settembre 2021.

### Altri partecipanti
I seguenti giocatori hanno ricevuto una wild card per il tabellone principale:
- Daniel Espín Pérez
- Diego Hidalgo
- Antonio Cayetano March

Il seguente giocatore è entrato in tabellone con il ranking protetto:
- Gerald Melzer

I seguenti giocatori sono entrati in tabellone come special exempt:
- Gonzalo Lama

I seguenti giocatori sono passati dalle qualificazioni:
- Alejandro Gómez
- Patrick Kypson
- Pol Martín Tiffon
- Matías Zukas

I seguenti giocatori sono entrati in tabellone come lucky loser:
- Alexis Gautier
- Alejandro González

## Campioni

### Singolare
Thiago Agustín Tirante ha sconfitto in finale  Juan Pablo Varillas con il punteggio di 7–5, 7–5.

### Doppio
Diego Hidalgo /  Cristian Rodríguez hanno sconfitto in finale  Alejandro Gómez /  Thiago Agustín Tirante con il punteggio di 6–3, 4–6, [10–3].